# Айдаркулов Абдухалик Абдурахманович
Абдухалик Абдурахманович Айдаркулов (1942, місто Газалкент Ташкентської області, тепер Узбекистан) — радянський узбецький діяч, хокім Навоїйської області, 1-й секретар Сирдар'їнського обласного комітету КП Узбекистану. Народний депутат Узбецької РСР. 

## Життєпис
У 1964 році закінчив Ташкентський інститут інженерів іригації та механізації сільського господарства.
У 1964—1965 роках — завідувач ремонтних майстерень радгоспу.
З 1965 по 1966 рік служив у Радянській армії.
У 1966—1977 роках — інженер-технолог, інженер-контролер, головний інженер, керуючий Бостанлицького районного об'єднання «Узсільгосптехніка» Ташкентської області.
Член КПРС з 1970 року.
У 1977—1985 роках — голова виконавчого комітету Бостанлицької районної ради народних депутатів Ташкентської області.
У 1985—1986 роках — 1-й секретар Бостанлицького районного комітету КП Узбекистану Ташкентської області.
У 1986 — вересні 1988 року — секретар Навоїйського обласного комітету КП Узбекистану; голова виконавчого комітету Навоїйської обласної ради народних депутатів.
У вересні 1988 — березні 1990 року — голова виконавчого комітету Сирдар'їнської обласної ради народних депутатів.
7 березня 1990 — 14 вересня 1991 року — 1-й секретар Сирдар'їнського обласного комітету КП Узбекистану.
Одночасно, з 1990 по січень 1992 року — голова Сирдар'їнської обласної ради народних депутатів.
28 січня 1992 — 5 січня 1995 року — хокім Навоїйської області.
Подальша доля невідома.

## Нагороди
- орден Трудового Червоного Прапора (1986)
- два ордени «Знак Пошани» (1973, 1981)
- медалі